# Ròcalaura de Sent Aubin
Ròcalaura Sent Aubin (en francès Roquelaure-Saint-Aubin) és un municipi francès situat al departament del Gers i a la regió d'Occitània.

## Demografia
| 1962                                       | 1968 | 1975 | 1982 | 1990 | 1999 | 2006 |
| ------------------------------------------ | ---- | ---- | ---- | ---- | ---- | ---- |
| 67                                         | 47   | 44   | 58   | 54   | 60   | 84   |
| Des de 1962: població sense dobles comptes |      |      |      |      |      |      |

## Administració
| Període | Identitat    | Partit |
| ------- | ------------ | ------ |
| 2001-   | Annie Delaye |        |